# Литовці в Білорусі
 Литовська меншість у Білорусі  офіційно налічує 5087 представників і складає дев'яту за чисельності національна меншину в країні. Тільки 1 597 з них (31,4 %) рідною мовою вважає виключно литовську мову; тоді як — 1999 (39,3 %) — подала російську мову.
Найвища частка литовців спостерігається у Островецькому районі Гродненської області та інших північно-західних районах, що межують з Литвою.

## Історія
Перші організації білоруських литовців виникли в 1994 році. Тоді були зареєстровані громади литовців в Гервятах, Пелесі і організація центрального характеру — Республіканське об'єднання литовців. У 1995 році заснована гродненська громада литовців та Асоціація литовців Гродненської області, а в 1998 році — громада литовців Браславського краю.
У 1994 році в Римдюнах була відкрита перша в Білорусі повоєнна литовська школа, там само 1996 року почала діяти литовська середня школа. Крім цього, діють декілька недільних шкіл: у Мінську, Гродно, Палек (Паляцкішкі) і Радуні. У декількох місцях у державних школах викладається литовська мова. У 1999 році побачив світ перший номер бюлетеня білоруських литовців"Mūsų žodis ".
Команда білоруських литовців брала участь у спортивних ігор литовців світу і отримала кілька медалей.
Проводяться збори білоруських литовців. Відзначаються річниця знищення литовців загонами НКВС в Ігумені, а також річниця коронації князя Міндовга.

## Сучасність
Динаміка чисельності литовців у Білорусі за даними переписів:
- 1959 — 8 363 — 0,10 %
- 1970 — 8 092 — 0,09 %
- 1979 — 6 993 — 0,07 %
- 1989 — 7 606 — 0,07 %
- 1999 — 6 387 — 0,06 %
- 2009 — 5 087 — 0,05 %